# Painless
Painless er en dansk kortfilm fra 2014 instrueret af Jessica Nilsson efter eget manuskript.

## Handling
Filmen er et musikalsk trip, hvor verdens undergang nærmer sig … igen! Nedskæringer, fattigdom og et budget i minus. Demokratiet er under afvikling, da det er en trussel mod den økonomiske vækst. Betalingsbalancen kan ikke holde balancen, og det gør i det hele taget ondt. Det kan ikke passe. Det er for trist. Der må være en udvej? Ja, det er der. Det har noget at gøre med hjernen.